# Капучино
Капучино (итал. cappuccino), јесте италијанска кафа која се по обичају прави од еспреса, топлог млека и млечне пене. Названа је по боји хабита што их носе капуцинери.

## Опис
Капучино је врста кафе с млечном пеном на врху. Прави се машином за еспресо, који се сипа у доњу трећину шоље. Затим се дода слична количина млека и на крају пена, која може бити украшена млечним цртежима. По врху се може посути млевена чоколада, обичан шећер, цимет или други зачини. Некад се у кафу успе и топљена чоколада пре млека. Капучино се сервира са малом кашиком.
Постоји дечја варијанта под именом бебичино. Уместо кафе, користи се загрејано млеко и њен остатак као пена.

## Галерија
- Бебичино